# Seznam členů zastupitelstva Středočeského kraje (volby 2008)
Seznam osob zvolených do Krajského zastupitelstva Středočeského kraje v roce 2008.
| #  | jméno               | za stranu | funkce                                                                         |
| -- | ------------------- | --------- | ------------------------------------------------------------------------------ |
| 1  | David Rath          | ČSSD      | hejtman, 16. května 2012 odstoupil                                             |
| 2  | Zdeněk Seidl        | ČSSD      | náměstek hejtmana – oblast zdravotnictví                                       |
| 3  | Marcel Hrabě        | ČSSD      | náměstek hejtmana – oblast finance a investice                                 |
| 4  | Miloslava Vlková    | ČSSD      |                                                                                |
| 5  | Jaromír Strnad      | ČSSD      |                                                                                |
| 6  | Václav Beneš        | ČSSD      | radní – oblast kultury, památkové péče a cestovního ruchu                      |
| 7  | Josef Hrobník       | ČSSD      |                                                                                |
| 8  | Marcel Chládek      | ČSSD      | náměstek hejtmana – oblast regionálního rozvoje a evropské integrace           |
| 9  | Miloš Petera        | ČSSD      | náměstek hejtmana – oblast životního prostředí a zemědělství                   |
| 10 | Milan Němec         | ČSSD      | radní – oblast školství, mládeže a tělovýchovy                                 |
| 11 | Marek Semerád       | ČSSD      |                                                                                |
| 12 | Jaroslav Zelenka    | ČSSD      |                                                                                |
| 13 | Robin Povšík        | ČSSD      | náměstek hejtmana – oblast dopravy                                             |
| 14 | Zuzana Moravčíková  | ČSSD      | náměstkyně hejtmana – oblast majetku, od 16. května 2012 zastupující hejtmanka |
| 15 | Luboš Doleček       | ČSSD      |                                                                                |
| 16 | Jaroslav Duras      | ČSSD      |                                                                                |
| 17 | Karel Molnár        | ČSSD      | radní – oblast legislativy                                                     |
| 18 | Pavel Hutr          | ČSSD      |                                                                                |
| 19 | Miloslava Becherová | ČSSD      |                                                                                |
| 20 | Lenka Šmídová       | ČSSD      | radní – oblast sociálních věcí                                                 |
| 21 | František Kyllar    | ČSSD      |                                                                                |
| 22 | Marcela Chloupková  | ČSSD      |                                                                                |
| 23 | Dagmar Mocová       | ČSSD      |                                                                                |
| 24 | Dana Medřická       | ČSSD      |                                                                                |
| 25 | Karel Mencl         | ČSSD      |                                                                                |
| 26 | Zuzana Stöcklová    | ČSSD      |                                                                                |
| 27 | Petr Bendl          | ODS       |                                                                                |
| 28 | Ladilsav Kutík      | ODS       |                                                                                |
| 29 | Josef Kantůrek      | ODS       |                                                                                |
| 30 | Dagmar Nohýnková    | ODS       |                                                                                |
| 31 | Jaroslav Král       | ODS       |                                                                                |
| 32 | Vilém Žák           | ODS       |                                                                                |
| 33 | Jiří Burian         | ODS       |                                                                                |
| 34 | Martin Engel        | ODS       |                                                                                |
| 35 | Miroslav Cvanciger  | ODS       |                                                                                |
| 36 | Jan Skopeček        | ODS       |                                                                                |
| 37 | Radek Větrovec      | ODS       |                                                                                |
| 38 | Roman Tichovský     | ODS       |                                                                                |
| 39 | Tomáš Havlíček      | ODS       |                                                                                |
| 40 | Raduan Nwelati      | ODS       |                                                                                |
| 41 | Ivo Rubík           | ODS       |                                                                                |
| 42 | Libor Lesák         | ODS       |                                                                                |
| 43 | Josef Polák         | ODS       |                                                                                |
| 44 | Eva Janotová        | ODS       |                                                                                |
| 45 | Zdeněk Vitouš       | ODS       |                                                                                |
| 46 | Tomáš Havel         | ODS       |                                                                                |
| 47 | Václav Michl        | ODS       |                                                                                |
| 48 | Tomáš Vaněk         | ODS       |                                                                                |
| 49 | Svatopluk Chrastina | ODS       |                                                                                |
| 50 | Daniel Štěpánek     | ODS       |                                                                                |
| 51 | Zbyšek Valcha       | ODS       |                                                                                |
| 52 | Josef Vondrášek     | KSČM      |                                                                                |
| 53 | Zdeněk Milata       | KSČM      |                                                                                |
| 54 | Jiřina Fialová      | KSČM      |                                                                                |
| 55 | Luboš Kudrna        | KSČM      |                                                                                |
| 56 | Pavel Hubený        | KSČM      |                                                                                |
| 57 | Zuzana Nekovářová   | KSČM      |                                                                                |
| 58 | Zdeňka Hajleková    | KSČM      |                                                                                |
| 59 | Pavel Jetenský      | KSČM      |                                                                                |
| 60 | Jiří Svoboda        | KSČM      |                                                                                |
| 61 | Ivan Cinka          | KSČM      |                                                                                |
| 62 | Luděk Jeništa       | NSK       |                                                                                |
| 63 | Petr Holeček        | NSK       |                                                                                |
| 64 | Věra Kovářová       | NSK       |                                                                                |
| 65 | Miroslav Lid        | NSK       |                                                                                |